# Ugíjar
Ugíjar (ehemals Uxixar) ist ein südspanischer Ort und eine Gemeinde (municipio) mit insgesamt 2.561 Einwohnern (Stand: 2024) im Südosten der Provinz Granada in der autonomen Region Andalusien.

## Lage und Klima
Der Ort Ugíjar liegt an einem Südhang der Alpujarras am Zusammenfluss der in der Sierra Nevada entspringenden Flüsschen Río de Válor und Río de Ugíjar gut 110 km (Fahrtstrecke) südöstlich der Provinzhauptstadt Granada in einer Höhe von ca. 565 m; die Mittelmeerküste bei Adra ist ca. 43 km in südlicher Richtung entfernt. Das Klima im Winter ist gemäßigt, im Sommer dagegen warm bis heiß; die geringen Niederschlagsmengen (ca. 485 mm/Jahr) fallen – mit Ausnahme der nahezu regenlosen Sommermonate – verteilt übers ganze Jahr.

## Bevölkerungsentwicklung
| Jahr      | 1857 | 1900 | 1950 | 2000 | 2020 |
| Einwohner | 3308 | 2903 | 2863 | 2464 | 2517 |

Trotz der Mechanisierung der Landwirtschaft, der Aufgabe bäuerlicher Kleinbetriebe („Höfesterben“) und dem daraus resultierenden  Verlust von Arbeitsplätzen ist die Einwohnerzahl der Gemeinde seit Beginn des 20. Jahrhunderts weitgehend unverändert geblieben. Zur Gemeinde gehören auch die beiden Weiler (pedanías) Cherín, Los Montoros und Jorairátar.

## Wirtschaft
Noch in der frühen Neuzeit lebten die Bewohner des Ortes als Selbstversorger von den Erträgen ihrer Felder und Hausgärten. Außerdem wurde in geringem Umfang auch Viehzucht (v. a. Schafe, Ziegen und Schweine) betrieben; Esel wurden als Tragtiere gehalten. Dieser Zustand änderte sich erst mit dem Ausbau der Infrastruktur im 20. Jahrhundert. Heute dominieren schier endlose Oliven- und Mandelbaumplantagen. Im Ort selbst haben sich Kleinhändler, Handwerker und Dienstleister aller Art angesiedelt. Seit den 1960er Jahren spielt auch der innerspanische Tourismus in Form der Vermietung von Ferienwohnungen (casas rurales) eine immer wichtiger werdende Rolle.

## Geschichte
Prähistorische, römische und westgotische Funde fehlen; die Gründung des Ortes erfolgte wahrscheinlich im 8. Jahrhundert durch Berber aus Nordafrika, auf die auch der Terrassenfeldbau mit seiner ausgeklügelten Bewässerungstechnik zurückgeht. Im 11. Jahrhundert wird der Ort von mehreren arabischen Chronisten erwähnt. Nach dem Ende des Kalifats von Córdoba (um 1020) übernahmen die Ziriden von Granada die Macht, die sie jedoch wenig später an die berberischen Almoraviden und Almohaden abtreten mussten. Als Teil des Emirats von Granada blieb das Bergland der Alpujarras bis etwa zum Jahr 1490 islamisch; es gab jedoch immer wieder Aufstände gegen die Rückeroberungsbestrebungen (reconquista) der Christen (z. B. unter Ibn Hud in den Jahren 1228–1238). Mit dem Alhambra-Edikt (1492) der Katholischen Könige begann die Vertreibung der Juden in Spanien; nach den Moriskenaufständen der Jahre 1499 bis 1501 und 1568 bis 1571 wurden die letzten Muslime zu Beginn des 17. Jahrhunderts ebenfalls ausgewiesen.

## Sehenswürdigkeiten

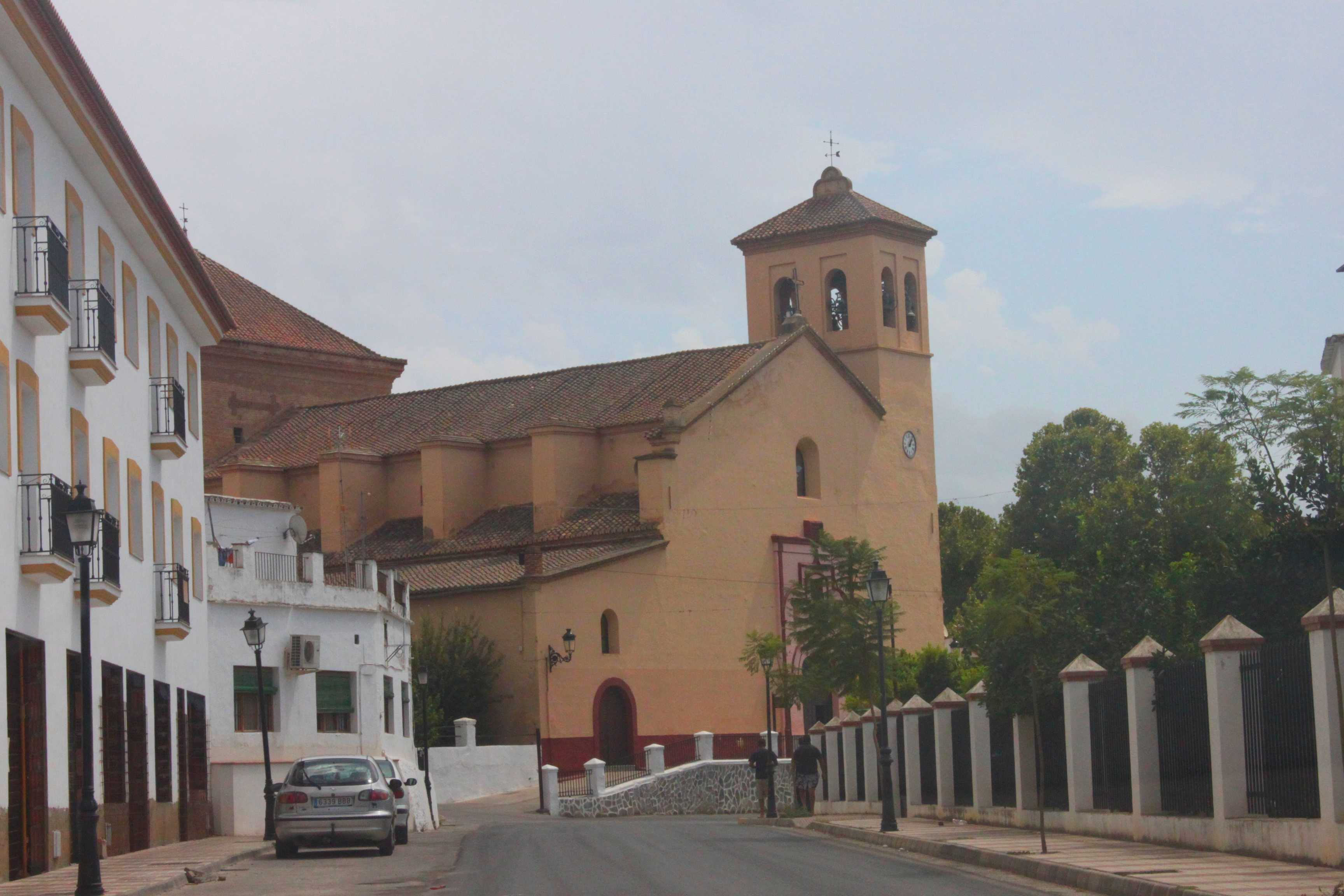
Ugíjar – Ortsbild mit Kirche

- Viele Straßen und Gassen des Ortes sind von Pomeranzenbäumchen gesäumt, deren Blüten nahezu ganzjährig einen betörenden Duft verströmen.
- Die meisten alten Häuser sind weiß getüncht und haben Flachdächer; die meisten neueren Häuser haben dagegen Satteldächer.
- Die einschiffige aber mit Seitenkapellen versehene Iglesia de la Virgen del Martirio stammt aus dem 16. Jahrhundert. Das Innere ist gewölbt; der unbelichtete Chorbereich ist gegenüber dem Langhaus deutlich erhöht und zeigt ein Außenwanddekor im Mudéjar-Stil.[4]
- Die Ermita de San Anton zeigt eine Fassade im Mudéjar-Stil. Die Ermita de la Aurora und die Ermita de la Santa Cruz bereichern das Ortsbild.